# 커르발 막 둔렁거
커르발 막 둔렁거(중세 아일랜드어: Cerball mac Dúnlainge [ˈkərval mak ˈðūnləŋe]: ?-888년)는 9세기 아일랜드의 소왕국 중 하나인 오스라거의 왕이다. 오스라거 왕국은 대략 오늘날의 킬케니 주와 레이시 주 일대를 점유했다.
847년 이웃나라 무운의 국왕 페델미드 막 크림한이 죽자 두각을 드러내기 시작했다. 당시 오스라거는 무운의 오가나크터 왕조의 속국 신세였는데, 페델미드 이후 약한 왕들이 줄이어 즉위하고 바이킹들이 무운 해안에 준동하면서 국력이 약화되었다. 그 틈을 타 세력을 키운 커르발은 말년에는 아일랜드에서 두 번째로 세력이 큰 왕이 되었다. 888년 죽자 동생 리어건 막 둔렁거가 계승했다.
노르드 쪽 문헌에는 캬르발 이라코눙그(고대 노르드어: Kjarvalr Írakonungr)라는 이름으로 나타나며, 아이슬란드의 많은 씨족들의 조상으로 비정된다.